# Роаял Мускрон-Перювелз
Роаял Мускрон-Перювелз (на нидерландски: Royal Mouscron-Peruwelz), или просто Мускрон е белгийски футболен клуб от град Мускрон.

## История
Създаден през 2010 година след обединението на отборите на „Перювелз“ (основан на 10 юли 1921 година) „Мускрон“ (банкрутирал в края на 2009 година). Домакинските си мачове играе на стадион „Льо Канонье“, с вместимост 10 571 зрители.
През сезон 2013/14 клубът заема 4-то място в втора дивизия, и влиза във висшата дивизия на Белгия..

## Успехи
- втора дивизия:
  -  Второ място (1): 2013
- трета дивизия:
  -  Шампион (1): 2012
  -  Второ място (1): 2008
- Трофей Жул Папаер:
  -  Носител (1): 2012